# Barmak Akram
Barmak Akram (persa: برمک اکرم) (Kabul, 1966) és un cineasta afganès. Akram viu a París, on va estudiar belles arts. El seu primer llargmetratge, Kabuli Kid (2008), va guanyar diversos premis i s'ha projectat a la Mostra Internacional de Cinema de Venècia. El 2013, va rebre el premi al millor guió al Festival de Cinema de Sundance per la pel·lícula Wajma (An Afghan Love Story). També ha realitzat pel·lícules experimentals i documentals, com ara Toutes Les Teles Du Monde (2009).

## Filmografia
- Kabuli Kid (2008)
- Toutes Les Teles Du Monde (2009)
- Wajma (An Afghan Love Story) (2013)